# 張琥 (清朝)
張琥，清朝政治人物。

## 生平
光绪十四年（1888年），擔任清朝廣州府南海縣知縣。后由王存善接任。